# Zavijava

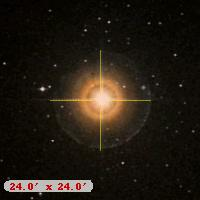
"Zavijava" es el nombre tradicional de la estrella Beta Virginis

Zavijava (β Virginis / β Vir / 5 Virginis) es una estrella situada en la constelación de Virgo de magnitud aparente +3,61.

## Nombre
Zavijava o Zavijah es un nombre de origen árabe que proviene de Zawiyat al-Awwa y significa «esquina del que ladra». También se conoce a esta estrella como Zarijan, nombre procedente de Al-Zawiah, «el ángulo» o «la esquina». Otros títulos indígenas que recibió fueron Al Bard, «la fría», pues se dijo que producía frío; también Warak al Asad, «las ancas del león», ya que en la astronomía árabe Leo era un león más grande que el actual.
Alaraph o Al Araf son nombres menos frecuentes usados para designar a Beta Virginis.
Junto con Minelava (δ Virginis), Zaniah (η Virginis), Porrima (γ Virginis) y Vindemiatrix (ε Virginis) formaba un grupo de estrellas conocido en la antigua Arabia como Al 'Awwa', que parece que representaba una caseta para perros o un perro ladrando.

## Características físicas
Zavijava es una enana blanco-amarilla de tipo espectral F9V hasta cierto punto similar a nuestro Sol aunque, siendo su temperatura de 6059 K, es unos 280 K más caliente.
Se ha medido su diámetro angular utilizando el interferómetro estelar de la Universidad de Sídney, obteniéndose un valor para su radio de 1,703 ± 0,022 radios solares.
Tiene una masa entre un 30 % y un 40 % mayor que la masa solar y se piensa que está a punto de abandonar la secuencia principal.
Zavijava brilla con una luminosidad 3,5 veces mayor que la luminosidad solar. Su velocidad de rotación es de al menos 3 km/s, completando una vuelta en menos de 28 días. Es más rica que el Sol en elementos pesados, con un contenido en hierro un 30 % mayor que el solar, pero a diferencia de éste parece tener poca actividad magnética. Su edad se estima entre 3240 y 4010 millones de años. Se encuentra relativamente próxima a nosotros, a solo 36 años luz de distancia. Estas características han hecho que Zavijava esté entre los objetivos prioritarios del Terrestrial Planet Finder (TPF) para la búsqueda de planetas terrestres que puedan albergar vida.
La estrella conocida más cercana a ella es Ross 119, que se encuentra a una distancia de 5,2 años luz.
Al estar cerca de la eclíptica, Zavijava puede ser ocultada por la Luna y en raras ocasiones por planetas. La próxima ocultación se producirá el 11 de agosto de 2069 por Venus.
Zavijava fue la estrella utilizada por Albert Einstein durante el eclipse solar del 21 de septiembre de 1922 —que tuvo lugar cerca de ella— para determinar la velocidad de la luz en el espacio.